# 이중 장론
이론물리학에서 이중 장론(二重場論, 영어: double field theory, DFT)은 끈 이론에서 유래하는 고전적 중력 이론의 일종이다. 이 이론은 중력장과 2차 미분 형식 게이지장을 포함하며, T-이중성을 만족시킨다. T-이중성을 만족시키기 위하여, {\displaystyle d}차원 시공간을 묘사하기 위하여 {\displaystyle 2d}차원의 매끄러운 다양체를 사용한다.

## 전개

### 시공간
일반적으로, 다음과 같은 데이터를 생각하자.
- {\displaystyle D}차원 실수 벡터 공간 {\displaystyle V} 및 그 위의 비퇴화 이차 형식 {\displaystyle \eta \colon V\to \mathbb {R} }
- 두 리 군 {\displaystyle H\leq G\leq \operatorname {GL} (V;\mathbb {R} )}. 또한, 다음 가환 그림이 성립한다고 하자.
{\displaystyle {\begin{matrix}H&\to &G\\\downarrow &&\downarrow \\\operatorname {O} (V,\eta )&\to &\operatorname {GL} (V;\mathbb {R} )\end{matrix}}}
- {\displaystyle D}차원 매끄러운 다양체 {\displaystyle M} 및 그 접다발의 구조군 {\displaystyle G}. 즉, 어떤 {\displaystyle G}-주다발 (틀다발) {\displaystyle F_{G}} 및 벡터 다발의 동형 사상 {\displaystyle F_{G}\times _{G}\mathbb {R} ^{N}\to \mathrm {T} M}이 주어져 있다.
- 접다발의, {\displaystyle H}로의 구조 축소. 즉, {\displaystyle H}-주다발 {\displaystyle F_{H}} 및 벡터 다발의 동형 사상 {\displaystyle E\colon F_{H}\times _{H}V\to \mathrm {T} M}.

{\displaystyle M}의 접다발 지표를 {\displaystyle M,N,\dotsc }, {\displaystyle V}의 지표를 {\displaystyle A,B,\dotsc }로 표기하면, {\displaystyle E}의 데이터는 각 점에서 국소적으로 다음과 같다.
{\displaystyle \mathrm {T} _{x}M\to V}
{\displaystyle X^{M}\mapsto E_{M}^{A}X^{M}}
이제, {\displaystyle E}는 다음과 같은 준 리만 다양체 구조 {\displaystyle G_{MN}}를 정의한다. (그 부호수는 {\displaystyle \eta }의 부호수와 같다.)
{\displaystyle G_{MN}=\eta _{AB}E_{M}^{A}E_{N}^{B}}
이제, {\displaystyle E}에 다음과 같은 {\displaystyle H}-게이지 대칭을 부여하자.
{\displaystyle E^{A}{}_{M}\mapsto T^{A}{}_{B}E_{M}^{B}\qquad (T\in {\mathcal {C}}^{\infty }(M,H))}
그렇다면, {\displaystyle E}는 각 점에서 물리적으로 동차 공간
{\displaystyle {\frac {G}{H}}}
의 원소를 나타내게 된다. 또한, 계량 텐서 {\displaystyle G_{MN}}는 ({\displaystyle H\leq \operatorname {O} (V,Q)}이므로) 게이지 불변이다.
이제, 위 구성에서 다음과 같은 특수한 경우를 생각할 수 있다.
| 이론                             | {\displaystyle G}                                   | {\displaystyle H}                                                         | {\displaystyle \dim _{\mathbb {R} }(G/H)} | 물리적 해석                                                            |
| -------------------------------- | --------------------------------------------------- | ------------------------------------------------------------------------- | ----------------------------------------- | ---------------------------------------------------------------------- |
| 일반 상대성 이론                 | {\displaystyle \operatorname {GL} (D;\mathbb {R} )} | {\displaystyle \operatorname {O} (1,D-1)}                                 | {\displaystyle D(D+1)/2}                  | 로런츠 계량 텐서 {\displaystyle G_{MN}}                                |
| 이중 장론 ({\displaystyle D=2d}) | {\displaystyle \operatorname {O} (d,d)}             | {\displaystyle \operatorname {O} (1,d-1)\times \operatorname {O} (1,d-1)} | {\displaystyle d^{2}}                     | {\displaystyle d}차원 계량 텐서 및 {\displaystyle d}차원 2차 미분 형식 |

즉, {\displaystyle G/H=\operatorname {GL} (D)/\operatorname {O} (1,D-1)}인 경우는 {\displaystyle D}차원 일반 상대성 이론의 필바인에 해당한다. 반면, {\displaystyle G/H=\operatorname {O} (d,d)/\operatorname {O} (1,d-1)^{2}}인 경우, 이는 {\displaystyle d^{2}}개의 성분을 가지며, 이는 {\displaystyle d\times d} 대칭 행렬(중력장)과 {\displaystyle d\times d} 반대칭 행렬(캘브-라몽 장)로 분해될 수 있다.

### 계량의 분해
구체적으로, 필바인 {\displaystyle E_{M}^{A}}에 의하여 정의되는 계량 텐서
{\displaystyle G_{MN}=\eta _{AB}E_{M}^{A}E_{N}^{B}}
를 생각하자. 물리적으로, 이는 중력장과 캘브-라몽 장을 나타낸다.
편의상, {\displaystyle \eta _{AB}}를 다음과 같이 만드는 게이지를 선택하자.
{\displaystyle \eta ={\begin{pmatrix}0&1_{d\times d}\\1_{d\times d}&0\end{pmatrix}}}
즉, 이는 분해
{\displaystyle V=V_{+}\oplus V_{-}}
{\displaystyle \dim V_{+}=\dim V_{-}=d}
{\displaystyle \eta _{\pm }\colon V_{\pm }\to V_{\mp }^{*}}
를 정의한다. (물론, 이러한 게이지는 일반적으로 유일하지 않다.)
{\displaystyle V}는 매끄러운 다양체 {\displaystyle M}의 국소 모형이므로, 이는 마찬가지로 각 점에서 접공간 {\displaystyle \mathrm {T} _{x}M}의 마찬가지 분해
{\displaystyle \mathrm {T} M=\mathrm {T} ^{+}M\oplus \mathrm {T} ^{-}M}
를 정의한다.
이러한 게이지에서, {\displaystyle \operatorname {O} (d,d)}의 원소
{\displaystyle H^{N}{}_{P}\in \operatorname {O} (d,d)}
{\displaystyle \eta _{MN}H^{N}{}_{P}={\begin{pmatrix}g^{-1}&-g^{-1}b\\bg^{-1}&g-bg^{-1}b\end{pmatrix}}\in \operatorname {O} (d,d)}
를 정의할 수 있다. 여기서, {\displaystyle g}는 중력장을 나타내며, {\displaystyle b}는 2차 미분 형식인 캘브-라몽 장이다.
이 시공간에서는 일반적으로 공변 미분이 존재하지 않는다. 더 엄밀히 말하자면, {\displaystyle \eta } 및 {\displaystyle H}와 호환되는 코쥘 접속의 개념을 도입할 수 있지만,:§4.2 크리스토펠 기호의 모든 성분이 물리학적 의미를 갖는 일반 상대성 이론과 달리 이 접속은 물리학적으로 결정되지 않는 성분들을 포함하며,:§4.2, Table 1 이에 따라 임의의 선택이 필요하다. 이에 대한 리만 곡률도 마찬가지다.

### 필바인
일반 상대성 이론과 마찬가지로, 다음과 같이 필바인을 도입할 수 있다.:(3.52), (3.53) 필바인은 다음과 같은 동차 공간의 원소이다.
{\displaystyle E\in {\frac {\operatorname {O} (d,d)}{\operatorname {O} (1,D-1)\times \operatorname {O} (1,d-1)}}}
여기서 {\displaystyle \operatorname {O} (1,d-1)\times \operatorname {O} (1,d-1)}은 {\displaystyle \operatorname {O} (d,d)}의 블록 대각 행렬 부분군이다.
즉, 이는 대표원
{\displaystyle E_{M}^{A}\in \operatorname {O} (d,d)}
에 의하여 결정되며, 이는 게이지 변환
{\displaystyle E_{M}^{A}\mapsto L^{A}{}_{B}E_{M}^{A}\qquad (L^{A}{}_{B}\in \operatorname {O} (1,D-1)\times \operatorname {O} (1,D-1))}
을 겪는다. 여기서 {\displaystyle A,B,\dotsc }는 필바인 지표를 뜻한다. 이 대표원에 대응되는 리만 계량 텐서는
{\displaystyle H_{MN}=E^{A}{}_{M}H_{AB}E^{B}{}_{N}}
이다.
필바인이 주어졌다면, 다음과 같은 일반화 바이첸뵈크 접속(영어: generalized Weitzenböck connection)을 정의할 수 있다.:(3.59)
{\displaystyle \Omega _{ABC}=-\Omega _{ACB}=E_{A}{}^{M}\partial _{M}(E_{B}{}^{N}E_{C}{}^{P}\eta _{PN})}

### 작용
이중 장론에서는 다음과 같은 작용을 사용한다.:(3.60)
{\displaystyle S=\int \mathrm {d} ^{2D}x\,\exp(-2\phi )(S_{1}+S_{2})}
여기서 
{\displaystyle S_{1}=9\Omega _{[ABC]}\Omega _{[DEF]}\left({\frac {1}{4}}H^{AD}\eta ^{BE}\eta ^{CF}-{\frac {1}{12}}H^{AD}H^{BE}H^{CF}-{\frac {1}{6}}\eta ^{AD}\eta ^{BE}\eta ^{CF}\right)+\exp(2\phi )(\eta ^{AB}-H^{AB})}
{\displaystyle S_{2}=F_{A}F_{B}(\eta ^{AB}-H^{AB})}
{\displaystyle F_{A}=\eta ^{BC}\Omega _{BCA}+2E_{A}{}^{M}\partial _{M}\phi }
여기서 {\displaystyle \phi }는 딜라톤 스칼라장이다. 이는 {\displaystyle M} 위의, {\displaystyle \operatorname {O} (d,d)} 구조를 보존하는 미분 동형 사상들을 대칭으로 갖는다.

### 장방정식
위 작용의 오일러-라그랑주 방정식은 다음과 같다.:(3.81)
{\displaystyle S_{1}=0}
{\displaystyle 2(H^{C[A}-\eta ^{D[C})\partial ^{B]}F_{C}+(F_{C}-\partial -C)F^{C[AB]}+F^{CD[A}F_{CDE}\eta ^{B]E}=0}
이들은 각각 {\displaystyle \phi } 및 {\displaystyle E_{A}{}^{M}}에 대한 오일러-라그랑주 방정식이다.

### 단면 조건
{\displaystyle M} 위의 장들은 {\displaystyle 2d} 차원의 매끄러운 다양체 위에 정의된다. 실제 시공간은 {\displaystyle d}차원이므로, 올바른 수의 자유도를 갖추기 위하여 조건을 부여해야 한다. 이는 단면 조건(영어: section condition)이라고 하며, 스칼라장 {\displaystyle \Phi }에 대하여 다음과 같은 꼴이다.:(3.29), (3.30)
{\displaystyle \eta ^{MN}\partial _{M}\partial _{N}\Phi =0}

## 역사
워런 시걸(영어: Warren Siegel)이 1993년에 도입하였다.